# Махови дијаманти
Махови дијаманти (такође познати под називима: ударни дијаманти, Махове пруге, Махови дискови, Махови прстенови и дијаманти потиска) представљају формирање образаца стојећег таласа и јављају се у надзвучним издувним гасовима погонског система, попут млазног мотора, ракетног мотора, набојномлазног мотора или надзвучног набојномлазног мотора, приликом сагоревања у атмосфери. Дијаманти се јављају из сложеног поља протока издувних гасова, и видљиви су због паљења вишка горива. Махови дијаманти (или дискови) названи су по Ернсту Маху, аустријском физичару који их је први описао.